# Montoggio
Montoggio (Monteuggio in ligure) è un comune italiano di 1 994 abitanti della città metropolitana di Genova in Liguria.

## Geografia fisica

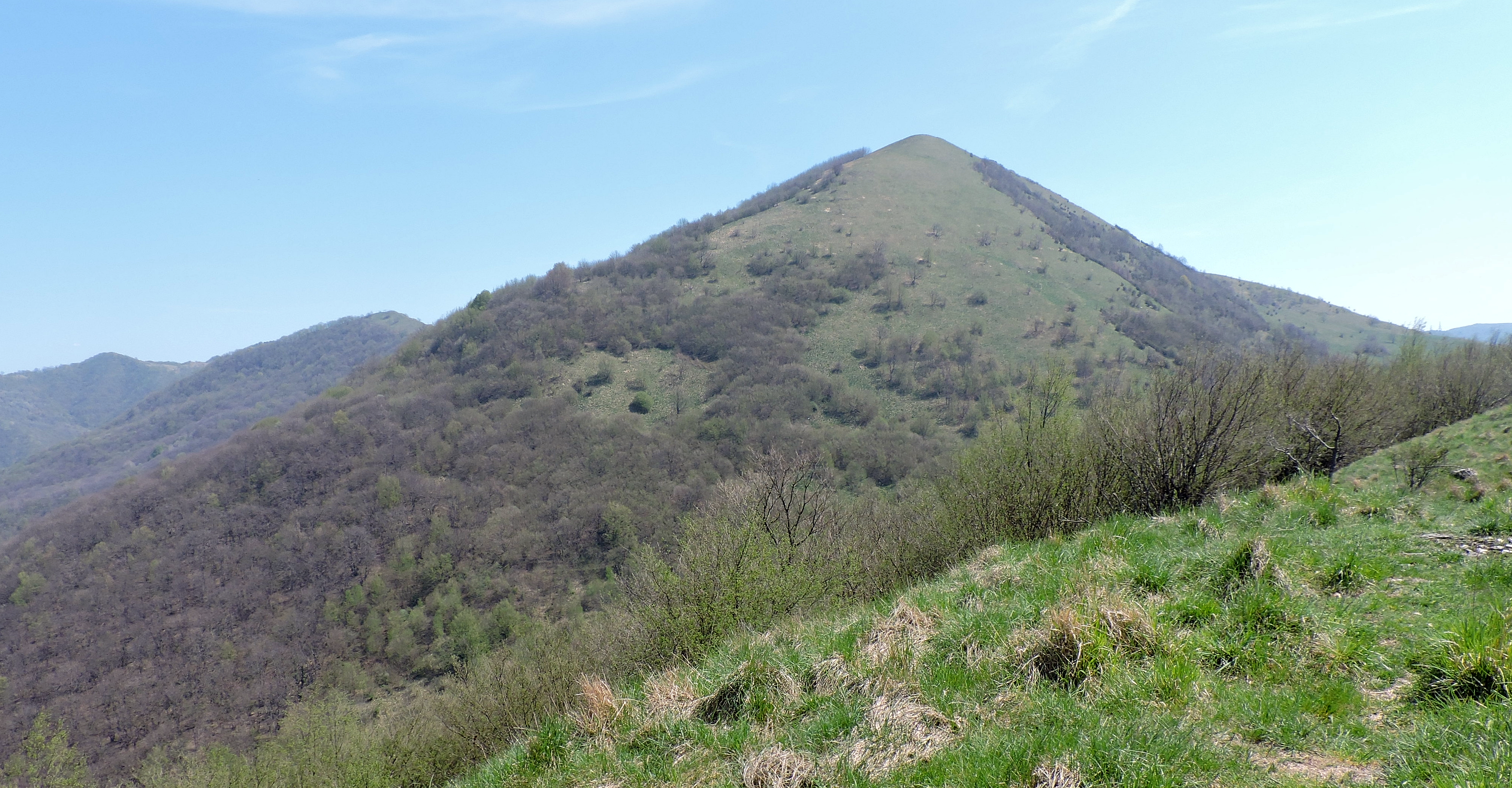
Il monte Alpesisa dal monte Cornua

Il territorio di Montoggio è situato in alta valle Scrivia, a nord-est di Genova, in corrispondenza della confluenza dei torrenti Laccio e Pentemina dai quali ha poi origine lo Scrivia. Il paese è adagiato alla base del versante destro della valle, in una conca dominata a sud dal monte Bano (1035 m s.l.m.).
Altre vette del territorio il monte Liprando (1122 m), il monte Badriga (1104 m), il monte Garego (1033 m), il monte Moro (986 m), il monte Alpesisa (984 m), il monte Tacche (964 m), il monte della Croce (961 m), il monte Caricato (953 m), il monte Acuto (948 m), il monte di Luega (944 m), il monte Lago (942 m), il monte Banca (928 m), il monte Chiappa (927 m), il monte Carossino (839 m), La Sella (812 m), il monte Cornua (805 m), il monte Alpe (799 m), il monte Bonetto (772 m).
Una diga presso il rio delle Noci ha permesso negli anni venti del Novecento la costruzione di un bacino idrico artificiale presso la località omonima.

## Storia

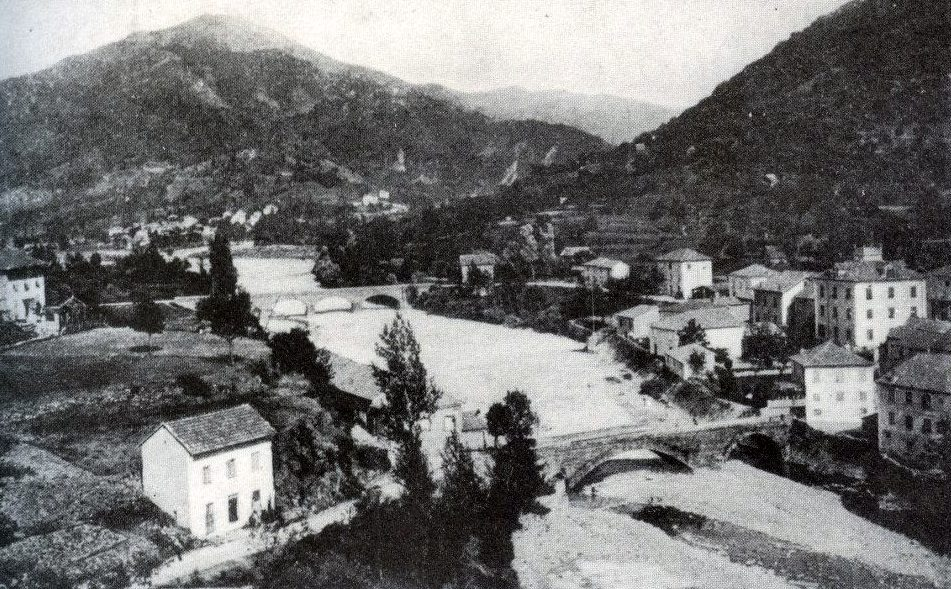
Panorama di Montoggio nel 1920

Le prime notizie storiche su "Montobbio", con questo toponimo gli storici identificano il paese nell'antichità, vengono riportate a partire dal X secolo. Il borgo fu un antico possedimento dei vescovi di Tortona: alcuni testi del 1157 e del 1161 confermano il possedimento del locale castello e delle terre con approvazione dei pontefici Adriano IV e Alessandro III. Divenne quindi proprietà feudale della famiglia Malaspina quando l'imperatore Federico Barbarossa, con diploma del 23 settembre 1164, consegnò a Opizzone Malaspina le terre feudali; nel 1221 fu l'imperatore Federico II di Svevia a confermare alla famiglia malaspiniana, nella persona di Opizzone Corrado Malaspina, le terre dell'alta valle Scrivia e quindi Montoggio.
Durante la congiura del 1547 dei Fieschi contro la repubblica genovese, il castello montoggese fu assediato strenuamente dall'esercito genovese, comandato dal capitano Agostino Spinola. A seguito infatti della morte di Giovanni Luigi Fieschi, uno degli artefici della congiura contro l'ammiraglio onegliese Andrea Doria, il maniero fu occupato dal fratello Gerolamo Fieschi assieme ai suoi fedeli. Su suggerimento dello stesso Doria il castello fu minato e fatto brillare, riuscendo così a riconquistare il borgo e a sottoporlo definitivamente come feudo della repubblica.
Durante l'invasione dell'esercito austriaco nel 1747 il territorio fu campo di battaglia tra i Genovesi e gli Austriaci per il dominio delle terre nella guerra di successione austriaca.

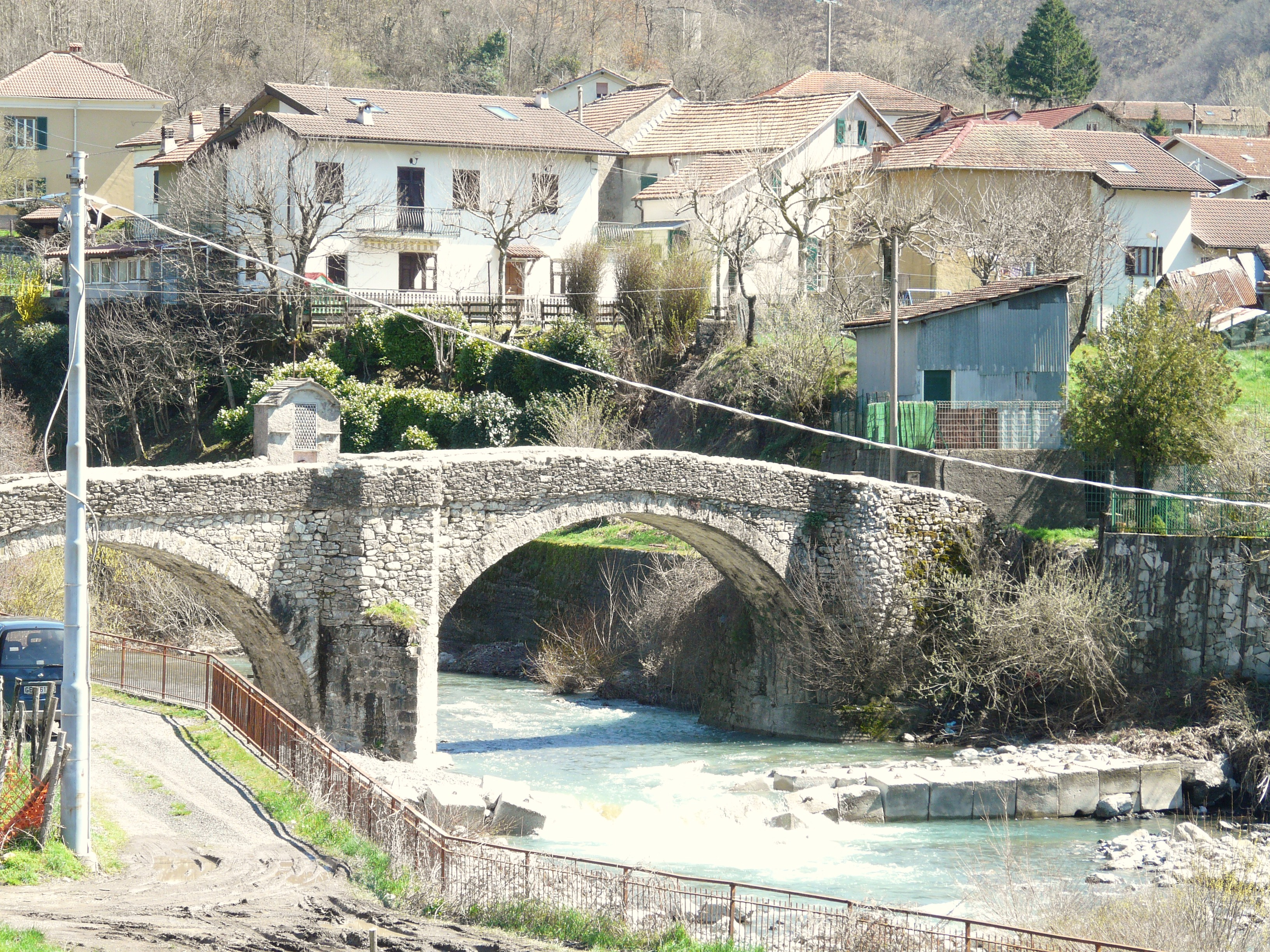
Il ponte medievale presso l'abitato di Bromia

Nel 1797 con la nuova dominazione francese di Napoleone Bonaparte la municipalità di Montoggio rientrò dal 2 dicembre nel dipartimento dei Monti Liguri Occidentali, con capoluogo Rocchetta Ligure, all'interno della Repubblica Ligure. Dal 28 aprile del 1798 con i nuovi ordinamenti francesi, Montoggio divenne capoluogo del III cantone della giurisdizione dei Monti Liguri Occidentali e dal 1803 centro principale del VII cantone della Scrivia nella giurisdizione del Lemmo. Annesso al Primo Impero francese, dal 13 giugno 1805 al 1814 venne inserito nel dipartimento di Genova.
Nel 1815 fu inglobato nel Regno di Sardegna, così come stabilì il congresso di Vienna del 1814 anche per gli altri comuni della repubblica ligure, e successivamente nel Regno d'Italia dal 1861. Dal 1859 al 1926 il territorio fu compreso nel XII mandamento di Staglieno del circondario di Genova dell'allora provincia di Genova.
Al 1893 è risalente il distacco della frazione di Frassinello e il suo accorpamento nel nuovo comune di Valbrevenna, costituito unendo varie frazioni dei comuni di Casella, Savignone e Montoggio.
Durante la seconda guerra mondiale fu lungamente bombardato dalle truppe aeree alleate, mentre risale al 14 aprile del 1945 la violenta battaglia tra i partigiani locali della "Brigata Balilla" (denominazione tratta dal leggendario Balilla genovese)  e i tedeschi.
Dal 1973 al 31 dicembre 2008 ha fatto parte della Comunità montana Alta Valle Scrivia e, con le nuove disposizioni della Legge Regionale nº 24 del 4 luglio 2008, fino al 2011 della Comunità montana Valli Genovesi Scrivia e Polcevera.

### Simboli
Stemma
Gonfalone
Lo stemma e il gonfalone sono stati concessi con il decreto del presidente della Repubblica dell'11 marzo 1980. Lo stemma riunisce il bandato dei Fieschi con la croce di San Giorgio, simbolo di Genova.

## Monumenti e luoghi d'interesse

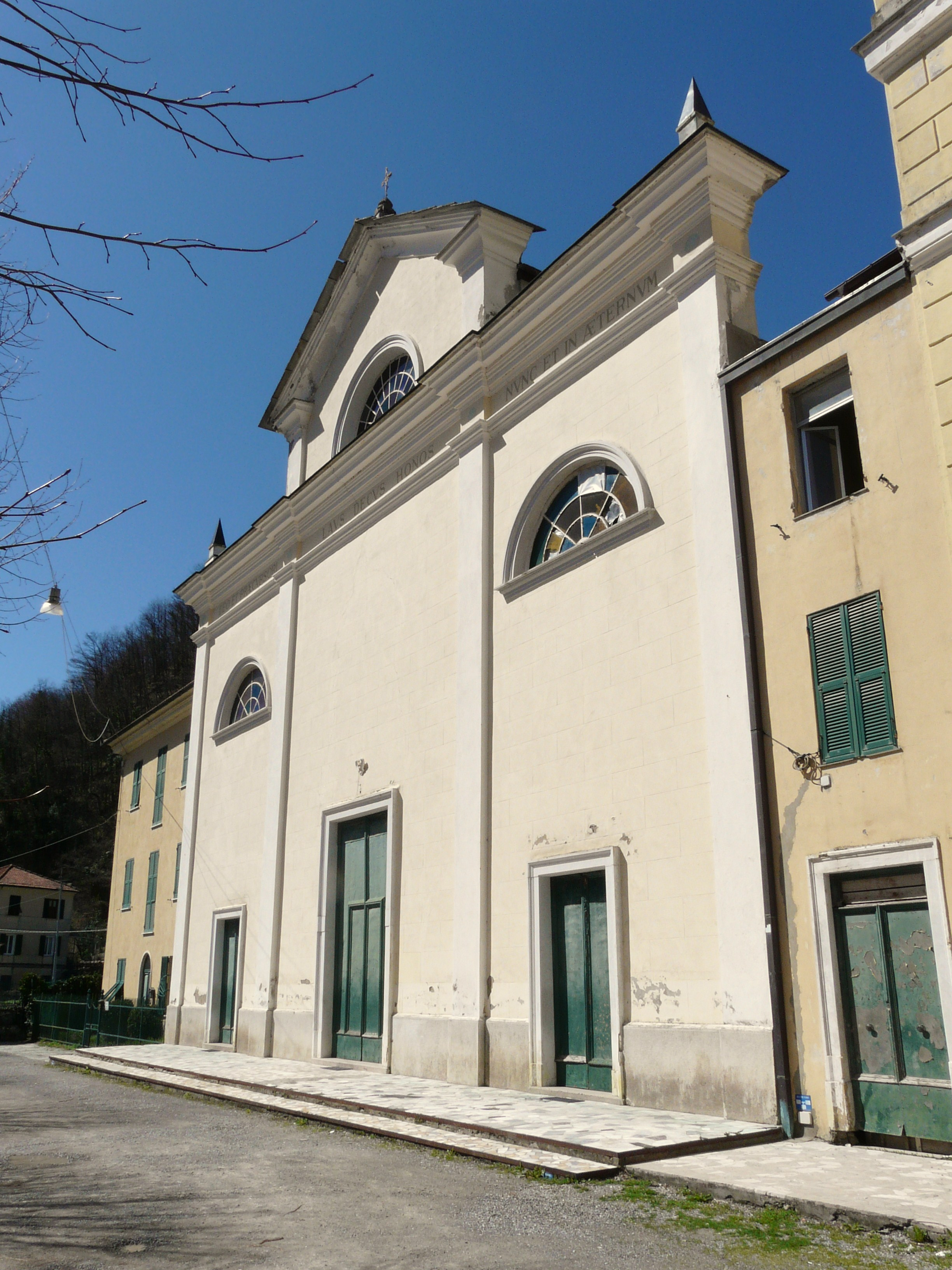
La chiesa parrocchiale di San Giovanni Decollato a Montoggio

### Architetture religiose
- Chiesa parrocchiale di San Giovanni Decollato nel capoluogo. Risalente al XII secolo la parrocchiale fu lungamente restaurata, fino a quando, verso al fine del XVII secolo fu completamente ricostruita. Dietro una modesta facciata, la chiesa conserva numerose opere d'arte del Seicento e del Settecento, rivelando un patrimonio artistico di notevole importanza.
- Cappella di San Rocco nel capoluogo. Edificata dalla popolazione nel XV secolo, nei pressi dei ruderi del castello di Montoggio, qui trovò la morte per decapitazione, nelle immediate vicinanze della cappella, il conte Gerolamo Fieschi nel 1547. L'interno presenta un unico altare maggiore con la conservazione di un'effigie in legno del santo.
- Cappella di San Lorenzo, nella frazione di Bromia. Edificata tra il XVII e il XVIII secolo, divenuta poi la cappella privata della adiacente, ormai abbattuta, villa appartenuta alla famiglia Medica.
- Ex oratorio di San Martino nella località di Costa Inferiore, risalente al XVI secolo.
- Cappella di Sant'Anna nella località di Costa Superiore, risalente al XVIII secolo.
- Santuario di Nostra Signora delle Tre Fontane nella località di Trefontane, lungo la strada che da Montoggio porta a Genova attraverso i Piani di Creto.

### Architetture civili
- Nei pressi della frazione di Bromia, subito prima della confluenza del torrente Pentemina con il torrente Laccio, fu costruito il medievale ponte a due arcate per l'attraversamento del torrente Pentemina. Facente parte dell'antico percorso del fondovalle dei Feudi imperiali fu territorio di confine tra i possedimenti della Repubblica di Genova e gli stessi feudi del Sacro Romano Impero.
- Villa Alberti. Sita nella frazione di Chà è un edificio residenziale del XVIII secolo, oggi di proprietà privata. Al suo interno è presente una cappella dove, un tempo, veniva celebrata la Messa. Circondata da un ampio giardino e da una pineta, proprio in quest'ultima era presente una sequoia centenaria.

### Architetture militari

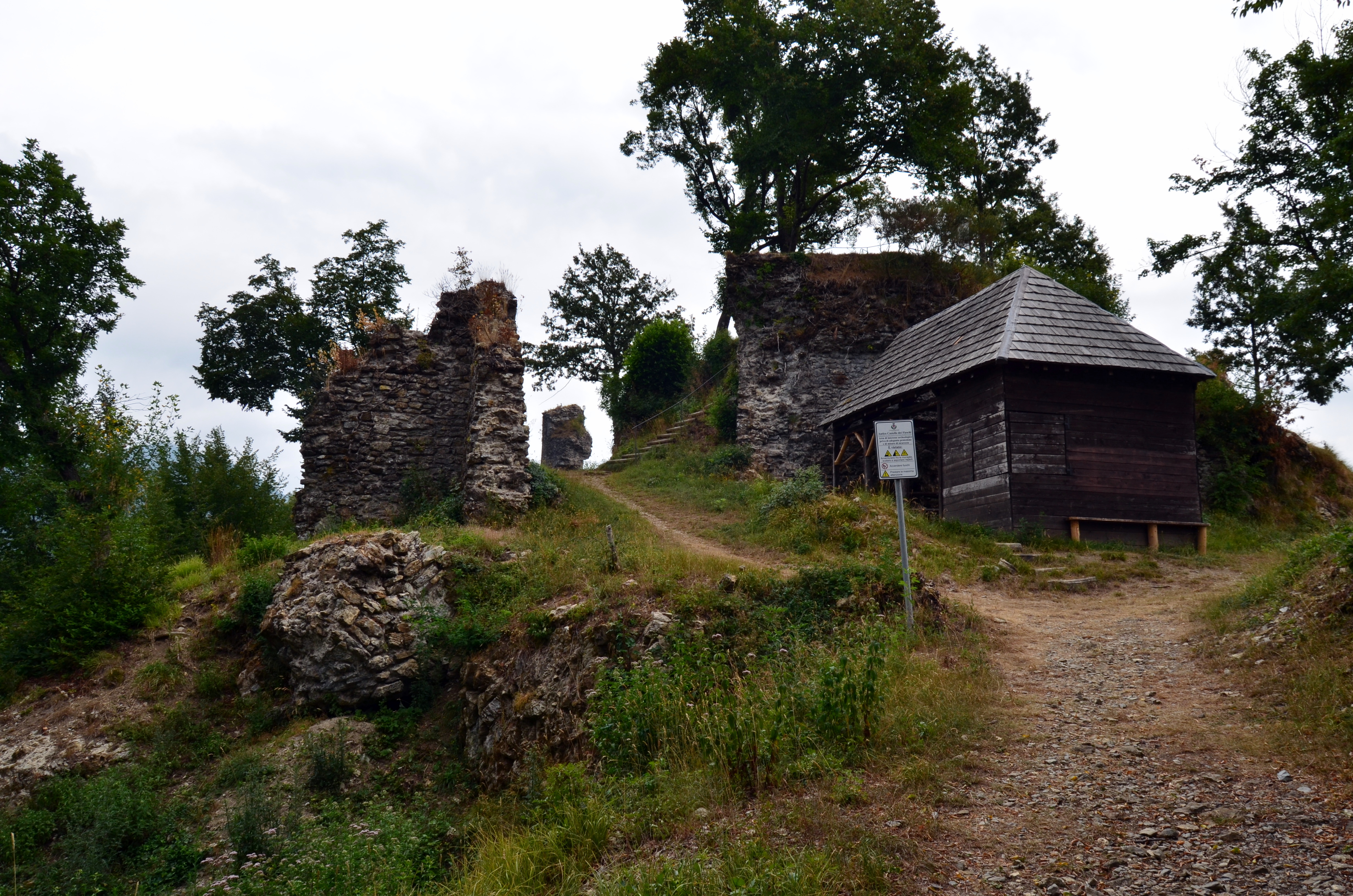
I ruderi del castello di Montoggio

I ruderi dell'antico castello sono ubicati presso le alture di Montoggio e tale edificio viene ricordato nella storia del paese per i tragici eventi che caratterizzarono nel 1547 la celebre congiura dei Fieschi contro la Repubblica di Genova. Originariamente la piazza d'armi si presentava con una lunghezza complessiva di circa settanta metri e larga venticinque; uno spesso muraglione merlato e con la presenza di numerose feritoie circondava per intero la piazza terminando con un profondo fossato attorno.
Oltre al fossato vi era il corpo principale del maniero, munito anch'esso di una massiccia costruzione quadrata ai cui angoli svettavano complessivamente quattro torri circolari; una quinta torre era situata al centro della costruzione principale ed era il luogo ove soggiornavano i componenti della nobile famiglia dei Fieschi.
L'11 giugno del 1547 il governo della repubblica genovese ne ordinò l'immediata distruzione e l'ordine venne prontamente eseguito nel settembre dello stesso anno; il castello fu minato per permettere una più facile demolizione, ma a causa del forte spessore delle mura l'opera completa di demolizione dovette essere prolungata per i due anni successivi.

### Aree naturali

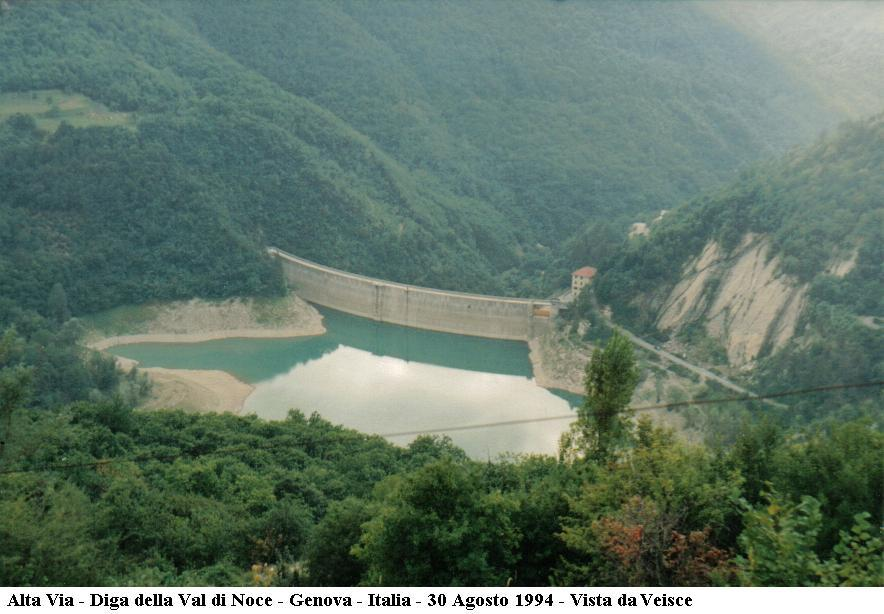
La diga del lago di Val di Noci

Dal Colle di Creto al passo della Scoffera si snoda il percorso n. 27 dell'Alta Via dei Monti Liguri, denominato Scoffera. Questo percorso escursionistico segna lo spartiacque fra la costa della Liguria, dove si trova Genova, e il versante della Pianura Padana, dove si trova Montoggio. Perciò, questo tronco dell'Alta Via Ligure è relativamente accessibile, per facili escursioni di una giornata, attraverso boschi e laghi, che si incontrano percorrendola.
La zona è facilmente accessibile in automobile, dalla strada che da Creto conduce a Montoggio. Circa a metà di questa strada ci sono delle diramazioni che portano al borgo medievale di Assereto, dal cui parco si domina Crocetta d'Orero, punto di partenza del sentiero, oppure sul versante opposto, percorrendo la strada che porta in val Noci, dove si incontrano la frazioni di Noci, Sanguineto Inferiore, Sanguineto Superiore e Veixe. In val Noci è stata costruita negli anni venti del Novecento una diga che ha formato il lago artificiale omonimo, uno dei serbatoi idrici che alimentano gli acquedotti genovesi. Dalla val Noci è possibile raggiungere i monti posti sullo spartiacque (Alpesisa, Bano e Candelozzo).
Un altro accesso è possibile dal valico della Crocetta d'Orero, con il percorso n. 26 dell'Alta Via dei Monti Liguri, che passa per Assereto, già antica dimora dei marchesi d'Assereto di Serravalle, raggiungibile con le due strade provinciali che collegano Genova Bolzaneto con Casella passando rispettivamente per Sant'Olcese e Serra Riccò, ed anche con la ferrovia a scartamento ridotto Genova-Casella e da Creto passando dalla località Cravasco (Campomorone). 

## Società

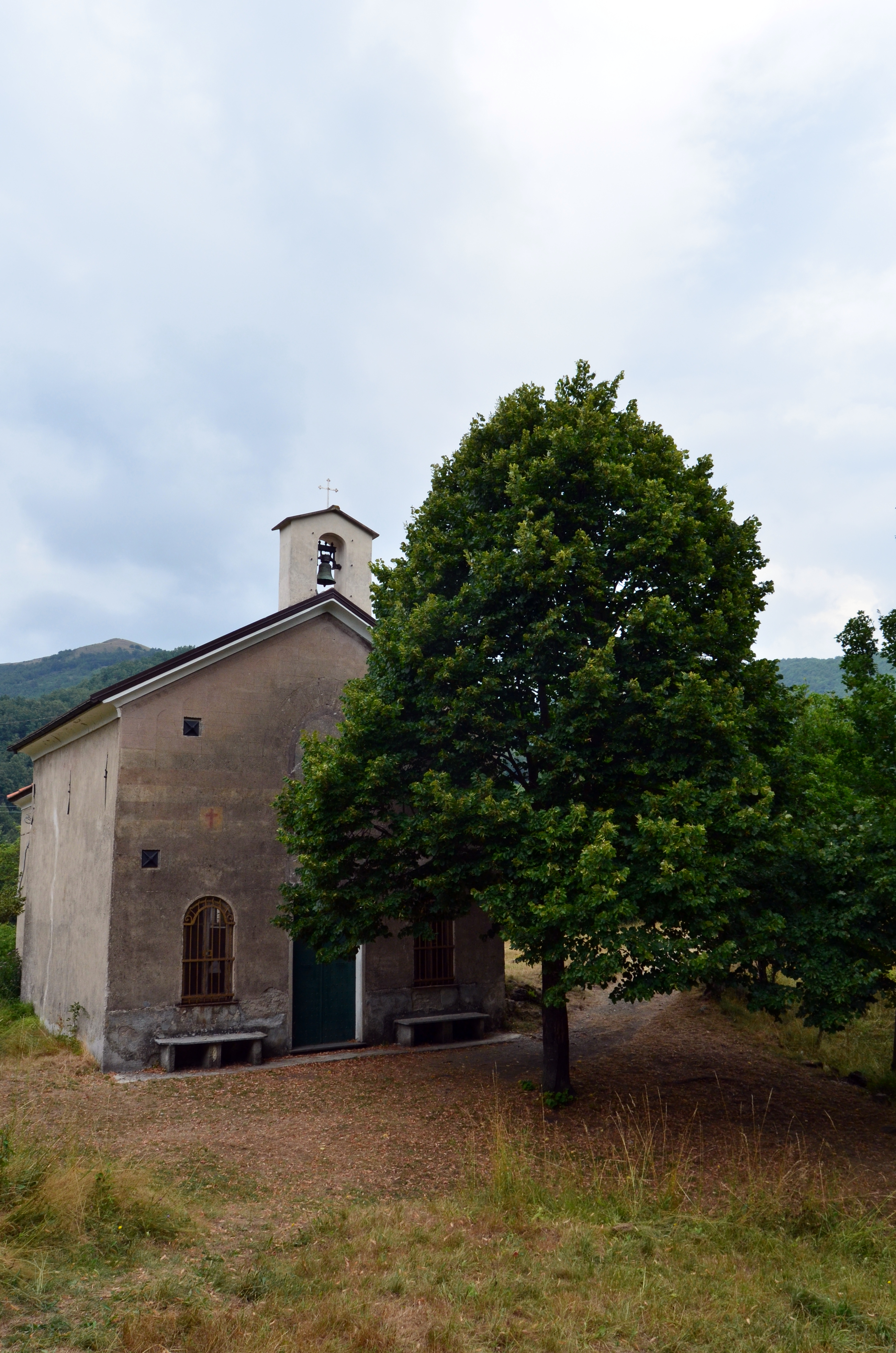
La cappella di San Rocco

### Evoluzione demografica
Abitanti censiti

### Etnie e minoranze straniere

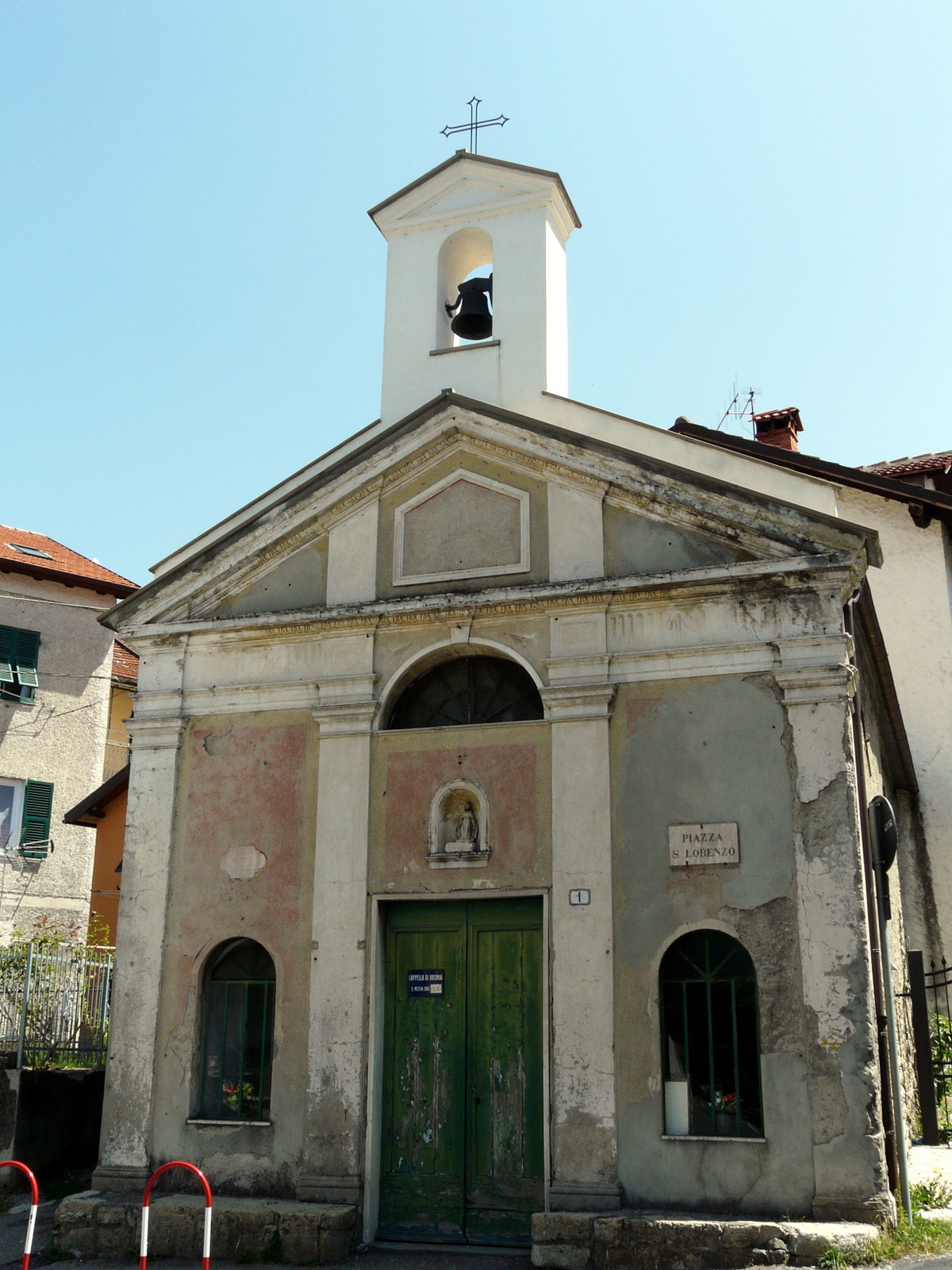
La cappella di San Lorenzo nella frazione di Bromia

Secondo i dati Istat al 31 dicembre 2022, i cittadini stranieri residenti a Montoggio sono 109, così suddivisi per nazionalità, elencando per le presenze più significative:
1. Romania, 29
2. Marocco, 28

## Geografia antropica
Il territorio comunale è costituito, oltre al capoluogo, da numerose località e centri minori quali Acquafredda Inferiore, Acquafredda Superiore, Alboreta, Barche, Bargagliotti, Bromia, Cà, Cagliardo, Caiasca, Campelo, Campovecchio, Carpi, Carsegli, Casà, Casalino, Cascinette, Case Vecchie, Castiglione, Chiappa, Cognole, Colletta, Corneto, Costa Inferiore, Costa Superiore, Cravasco, Creto, Dego, Fasciou, Fontanasse, Fregaiasse, Gazzolo, Gorretta, Granara, Montemoro, Montoggio, Morasco, Noci, Poggio, Ponti, Prato grande, Prato lungo, Rione, Rivé, Sanguineto Inferiore, Sanguineto Superiore, Sella, Serrou, Terme, Trefontane, Valle calde, Veixe per un totale di 47,73 km2.
Confina a nord con i comuni di Casella e Valbrevenna, a sud con Genova e Davagna, ad ovest con Serra Riccò e Sant'Olcese e ad est con Torriglia.

## Economia
Si basa principalmente sull'agricoltura e sulla produzione locale.

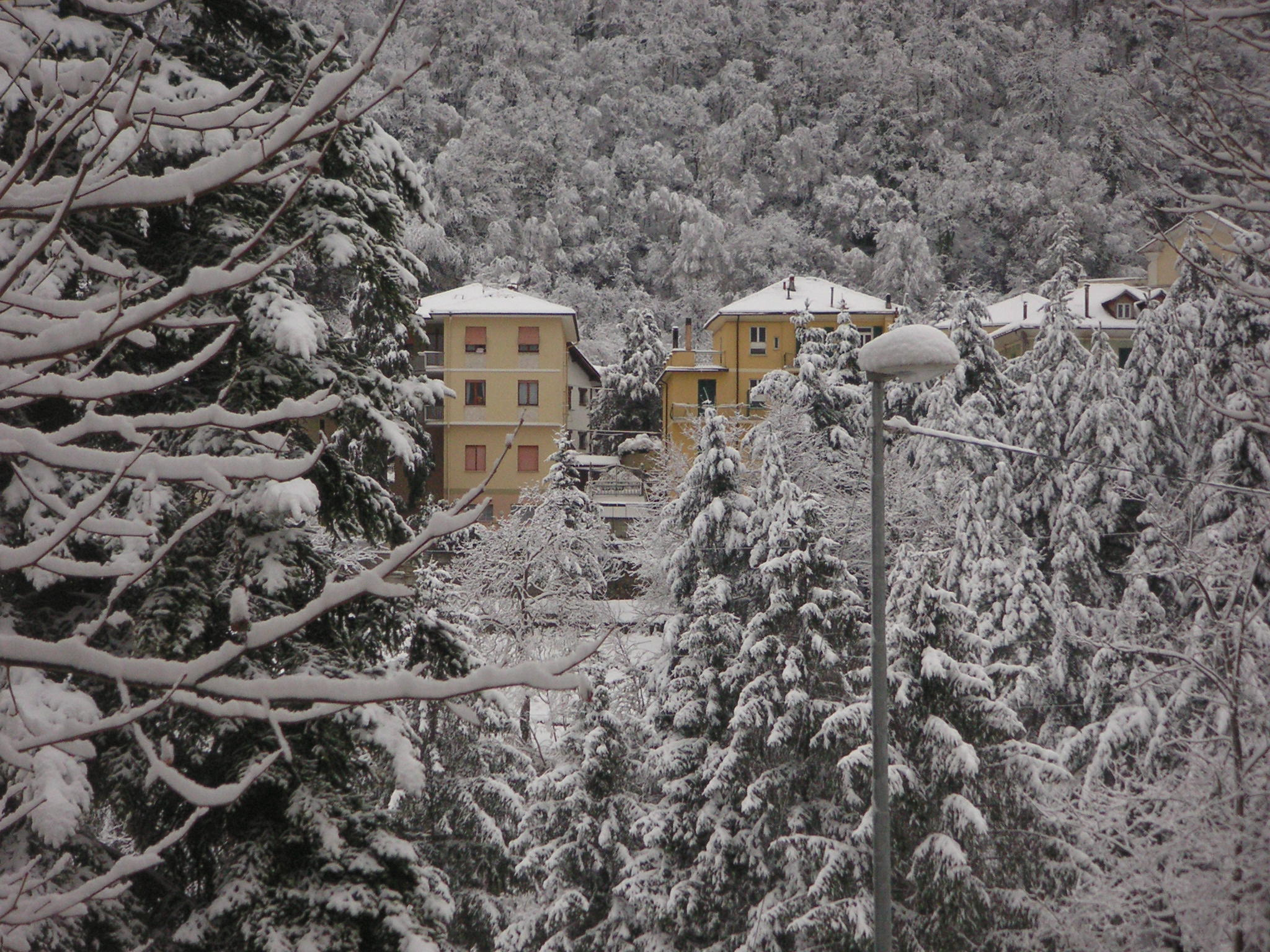
Nevicata a Montoggio

## Infrastrutture e trasporti

### Strade
Il centro di Montoggio è attraversato principalmente dalla strada provinciale 226 di Valle Scrivia che gli permette il collegamento stradale con Casella, a nord ovest, e con Torriglia al bivio con la strada statale 45 di Val Trebbia. La strada provinciale 13 di Creto permette inoltre il raggiungimento di Montoggio con Genova.

### Mobilità urbana
Dai comuni di Busalla e Genova un servizio di trasporto pubblico locale gestito dall'AMT garantisce quotidiani collegamenti bus con Montoggio e per le altre località del territorio comunale.

## Amministrazione

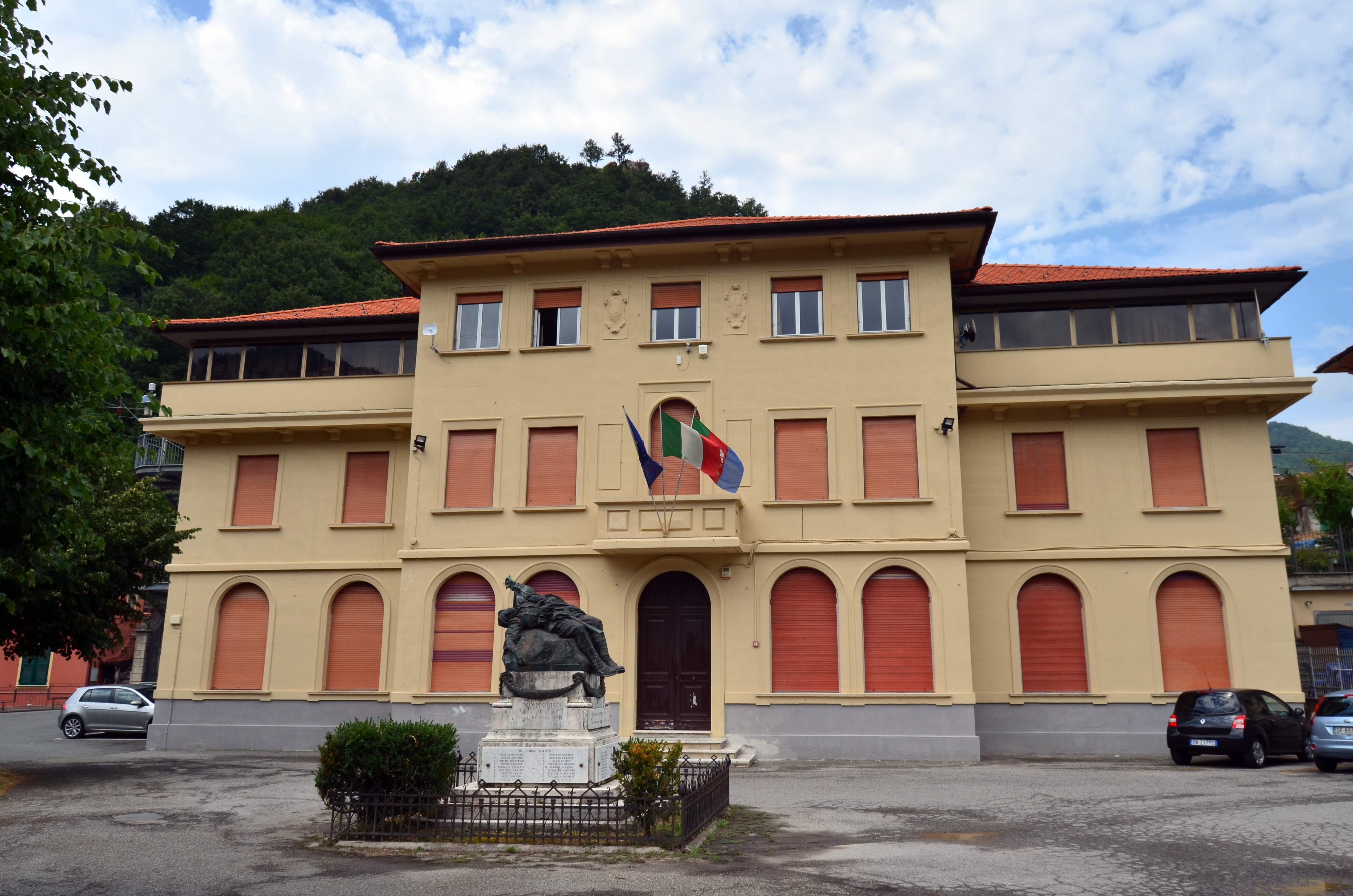
Il municipio

| Periodo          | Periodo          | Primo cittadino        | Partito                                               | Carica         | Note   |
| ---------------- | ---------------- | ---------------------- | ----------------------------------------------------- | -------------- | ------ |
| 4 ottobre 1985   | 6 giugno 1990    | Luigi Zola             | PSI                                                   | Sindaco        |        |
| 22 giugno 1990   | 14 dicembre 1994 | Franco Franzetti       | PSI                                                   | Sindaco        | [ 16 ] |
| 14 dicembre 1994 | 24 aprile 1995   | Giorgio Bertorello     |                                                       | Comm. straord. | [ 17 ] |
| 24 aprile 1995   | 14 giugno 1999   | Ferdinando Orero       | lista civica                                          | Sindaco        |        |
| 14 giugno 1999   | 14 luglio 2002   | Pierangelo Musitelli   | Uniti per Montoggio (lista civica di centro-sinistra) | Sindaco        | [ 18 ] |
| 14 luglio 2002   | 27 maggio 2003   | Valter Raineri         | Uniti per Montoggio (lista civica di centro-sinistra) | Vicesindaco    | [ 19 ] |
| 27 maggio 2003   | 15 aprile 2008   | Valter Raineri         | Uniti per Montoggio (lista civica di centro-sinistra) | Sindaco        |        |
| 15 aprile 2008   | 28 maggio 2013   | Valter Raineri         | Uniti per Montoggio (lista civica di centro-sinistra) | Sindaco        |        |
| 28 maggio 2013   | 10 giugno 2018   | Mauro Faustino Fantoni | Montoggio insieme (lista civica di centro-sinistra)   | Sindaco        |        |
| 10 giugno 2018   | 15 maggio 2023   | Mauro Faustino Fantoni | Montoggio insieme (lista civica di centro-sinistra)   | Sindaco        |        |
| 15 maggio 2023   | in carica        | Mauro Faustino Fantoni | Montoggio insieme (lista civica di centro-sinistra)   | Sindaco        |        |

### Gemellaggi
Montoggio è gemellata con:
- Radomyšl, dal 2006

### Altre informazioni amministrative
Montoggio fa parte dell'Unione dei comuni dello Scrivia.

## Sport
Aveva sede nel comune la società di calcio l'A.S.D. Montoggio, il cui ultimo campionato disputato era in Seconda Categoria.